# Zenwalk
Zenwalk Linux (precedentemente chiamata minislack) è una distribuzione GNU/Linux originariamente basata sulla Slackware creata da Jean-Philippe Guillemin. Sin dalla sua creazione si è tuttavia notevolmente distaccata dalla Slackware sotto molti aspetti, ha mantenuto però la compatibilità con i pacchetti binari.

## Caratteristiche
Zenwalk si propone come distribuzione multi-uso con particolare attenzione alle applicazioni internet, multimediali e agli strumenti per lo sviluppo. Inoltre, Zenwalk possiede molti strumenti specializzati, progettati sia per i neofiti che per gli utenti esperti, i quali permettono di configurare il sistema sia attraverso la riga di comando sia in ambiente grafico.
L'ambiente desktop predefinito di questa distribuzione è Xfce, ma essa è anche disponibile con GNOME o con il window manager Openbox.
Ecco le principali caratteristiche che Zenwalk si prefigge di possedere (dal sito ufficiale della distribuzione):
- Moderna e user-friendly, software stabile più recente e attenta selezione dei programmi;
- Molto veloce, cioè ottimizzata per aumentare le performance;
- Razionale, solo un'applicazione per ciascun compito da svolgere;
- Completa, presenza di componenti per lo sviluppo, applicazioni multimediali e desktop;
- Evoluta, presenza di Netpkg come gestore pacchetti.

## Requisiti Hardware
Zenwalk è nota per essere una distribuzione molto leggera (soprattutto con Xfce e Openbox) e quindi utilizzabile anche su hardware datato. I requisiti minimi per avviare la distribuzione in oggetto (con il server grafico X) sono i seguenti:
- Processore della classe Pentium III o superiore;
- 256 Mb di RAM;
- 4 Gb di disco rigido.

Zenwalk è progettata per il set di istruzioni i686, ma è retrocompatibile con l'i486.

## Diverse edizioni
Zenwalk viene distribuita in ben cinque tipi di edizioni: Standard Edition, Core Edition (solo riga di comando), Live Edition, Gnome Edition (con GNOME) e Openbox Edition.